# Kanadská hokejová reprezentace do 18 let
Kandská hokejová reprezentace do 18 let je výběrem nejlepších kanadských hráčů ledního hokeje v této věkové kategorii. Od roku 2002 se účastní mistrovství světa do 18 let. Tým je řízen Kanadským svazem ledního hokeje, který je členem Mezinárodní hokejové federace.

## Účast namistrovstvísvěta
| MS        | Místo konání                          | Umístění         |
| --------- | ------------------------------------- | ---------------- |
| MS18´2002 | Slovensko (Piešťany a Trnava)         | 6. místo         |
| MS18´2003 | Rusko (Jaroslavl)                     | Zlatá medaile    |
| MS18´2004 | Bělorusko (Minsk)                     | 4. místo         |
| MS18´2005 | Česko (Plzeň a České Budějovice)      | Stříbrná medaile |
| MS18´2006 | Švédsko (Ängelholm a Halmstad)        | 4. místo         |
| MS18´2007 | Finsko (Rauma a Tampere)              | 4. místo         |
| MS18´2008 | Polsko (Toruň)                        | Zlatá medaile    |
| MS18´2009 | USA (Fargo)                           | 4. místo         |
| MS18´2010 | Bělorusko (Minsk a Babrujsk)          | 7. místo         |
| MS18´2011 | Německo (Crimmitschau a Drážďany)     | 4. místo         |
| MS18´2012 | Česko (Brno, Znojmo a Břeclav)        | Bronzová medaile |
| MS18´2013 | Rusko (Soči)                          | Zlatá medaile    |
| MS18´2014 | Finsko (Lappeenranta, Imatra)         | Bronzová medaile |
| MS18´2015 | Švýcarsko (Zug, Lucern)               | Bronzová medaile |
| MS18´2016 | USA (Grand Forks)                     | 4. místo         |
| MS18´2017 | Slovensko (Poprad , Spišská Nová Ves) | 5. místo         |
| MS18´2018 | Rusko Čeljabinsk, Magnitogorsk        | 5. místo         |
| MS18´2019 | Švédsko Örnsköldsvik a Umeå           | 4. místo         |
| MS18´2020 | USA Ann Arbor a Plymouth              | zrušeno          |
| MS18´2021 | USA Frisco a Plano                    | Zlatá medaile    |
| MS18´2022 | Německo Landshut a Kaufbeuren         | 5. místo         |
| MS18´2023 | Švýcarsko Basilej, Porrentruy         | Bronzová medaile |
| MS18´2024 | Finsko Espoo, Vantaa                  | Zlatá medaile    |
| MS18´2025 | USA Frisco, Allen                     | Zlatá medaile    |